# Ogród Sprawiedliwych w Warszawie
Ogród Sprawiedliwych w Warszawie – miejsce pamięci na wolskim Muranowie.

## Historia
Inicjatorami pomysłu są warszawski Dom Spotkań z Historią i włoska fundacja GARIWO. Ogród znajduje się na skwerze im. „Jura” Gorzechowskiego, na terenie dawnego więzienia kobiecego „Serbia”, pomiędzy ulicami Dzielną i Pawią, w pobliżu al. Jana Pawła II i kościoła św. Augustyna. Ogród zaprojektowała pracownia architektury krajobrazu „Abies” Barbary Kraus-Galińskiej.
Charakter warszawskiego Ogrodu nawiązuje do istniejącego w Mediolanie Światowego Ogrodu Sprawiedliwych, w którym honorowani są również polscy Sprawiedliwi.
W 2021 roku uhonorowano 7 osób ponieważ w 2020 roku uroczystość nie odbyła się.

## Otwarcie
Uroczyste otwarcie ogrodu, które odbyło się 5 czerwca 2014, o. godz. 12:00, towarzyszyło obchodom Święta Wolności w 25. rocznicę wyborów 4 czerwca 1989 r. W otwarciu ogrodu uczestniczyli bliscy uhonorowanych osób, w tym Aleksander Edelman, syn Marka Edelmana, rodzina premiera Tadeusza Mazowieckiego. Byli także burmistrz Woli Urszula Kierzkowska, przedstawiciel Ambasady Republiki Włoskiej Andrea Luca Lepore, minister nauki i szkolnictwa wyższego prof. Lena Kolarska-Bobińska oraz aktorka Maja Komorowska. W inaugurację Ogrodu Sprawiedliwych w Warszawie włączyło się Muzeum Historii Żydów Polskich.

## Komitet Ogrodu Sprawiedliwych
W skład komitetu sprawiedliwych weszli: Władysław Bartoszewski, Bogdan Białek, Prezes Stowarzyszenia im. Jana Karskiego, Alicja Bartuś, Międzynarodowy Dom Spotkań w Oświęcimiu, Konstanty Gebert, publicysta, dziennikarz, Zbigniew Gluza, Prezes Fundacji Ośrodka KARTA, Redaktor Naczelny kwartalnika „Karta”, Annalia Guglielmi (przedstawicielka GARIWO w Polsce), Tomasz Thun-Janowski, Dyrektor Biura Kultury Urzędu m.st. Warszawy, Piotr Jakubowski, Dyrektor Domu Spotkań z Historią, Urszula Kierzkowska, Burmistrz Dzielnicy Wola w Warszawie, Maja Komorowska, aktorka, prof. Lena Kolarska-Bobińska, Minister Nauki i Szkolnictwa Wyższego, Jolanta Kurska, Prezeska Fundacji Centrum im. Prof. Bronisława Geremka, Zbigniew Nosowski, Redaktor Naczelny miesięcznika „Więź”, Wacław Oszajca, jezuita, publicysta, prof. Adam Daniel Rotfeld, współprzewodniczący Polsko-Rosyjskiej Grupy do Spraw Trudnych, Andrzej Rottermund, Dyrektor Zamku Królewskiego w Warszawie, Paula Sawicka, Stowarzyszenie Otwarta Rzeczpospolita, Michael Joseph Schudrich, Naczelny Rabin Polski, Joanna Sobolewska-Pyz, Stowarzyszenie Dzieci Holocaustu, Anna Stupnicka-Bando, Polskie Towarzystwo Sprawiedliwych Wśród Narodów Świata, Róża Thun, deputowana do Parlamentu Europejskiego, Józef Wancer, Fundacja Auschwitz-Birkenau, Ewa Wierzyńska, Fundacja Edukacyjna Jana Karskiego, Muzeum Historii Polski, Małgorzata Zakrzewska, Przewodnicząca Komisji Kultury i Promocji Rady m.st. Warszawy.
W latach 2013–2022 pracom Komitetu przewodniczył prezes Ośrodka Karta Zbigniew Gluza. Od 2022 r. przewodniczącą Komitetu jest Agnieszka Bieńczyk-Missala.

## Upamiętnienia
| Rok                                 | Osoba                                 | Obywatelstwo        | Napis | Osoba odsłaniająca                                                                                           |
| ----------------------------------- | ------------------------------------- | ------------------- | --- | --- |
| 5 czerwca 2014                      | Jan Karski                            | Polska              | emisariuszowi Polski Podziemnej, który wzywał do powstrzymania zagłady Żydów, a bierność aliantów nazwał drugim grzechem pierworodnym ludzkości        | Ewa Wierzyńska                                                                                               |
| 5 czerwca 2014                      | Marek Edelman                         | Polska              | członkowi dowództwa powstania w getcie warszawskim, społecznikowi i lekarzowi nieuustępliwemu – służąc skrzywdzonym, odbudowywał moralny ład świata    | syn Marka Edelmana – Aleksander oraz Paula Sawicka                                                           |
| 5 czerwca 2014                      | Tadeusz Mazowiecki                    | Polska              | politykowi dążącemu do wspólnego dobra, który w proteście przeciw bezczynności świata złożył mandat wysłannika ONZ w Bośni i Hercegowinie              | synowie Tadeusza Mazowieckiego – Wojciech, Adam i Michał                                                     |
| 5 czerwca 2014                      | Anna Politkowska                      | Rosja               | rosyjskiej dziennikarce, zamordowanej za ujawnienie korupcji oraz popełnianych przez jej kraj zbrodni wojennych w Czeczenii                            | aktorka Maja Komorowska                                                                                      |
| 5 czerwca 2014                      | Magdalena Grodzka-Gużkowska           | Polska              | żołnierzowi podziemia, ratującej Żydów z warszawskiego getta, prekursorce leczenia dzieci autystycznych                                                | Artur Matys                                                                                                  |
| 5 czerwca 2014                      | Antonia Locatelli                     | Włochy              | włoskiej misjonarce, która w Ruandzie poniosła męczeńską śmierć, alarmując świat o ludobójstwie Tutsich                                                | siostra Antonii Locatelli – Andreina                                                                         |
| 27 kwietnia 2015                    | Petro Hryhorenko                      | Ukraina             | generałowi sowieckiej armii, który w pełni kariery odrzucił system i swą w nim rolę, stając po stronie prześladowanych, w tym wydziedziczonych Tatarów | Masza Makarowa                                                                                               |
| 27 kwietnia 2015                    | Nelson Mandela                        | Południowa Afryka   | przeciwnikowi apartheidu, wolnemu od nienawiści i odwetu, który przeprowadził RPA ze stanu wojny domowej do obywatelskiej wolności                     | Mamadou Diouf                                                                                                |
| 27 kwietnia 2015                    | Hasan Mazhar                          | Turcja              | gubernatorowi Ankary, który wbrew zbrodniom władz i społecznemu na nie przyzwoleniu, odmówił udziału w ludobójstwie tureckich Ormian (1915-1917)       | Edward Mier-Jędrzejowicz                                                                                     |
| 21 czerwca 2016                     | Witold Pilecki                        | Polska              | kawalerzyście, przewodnikowi po piekle nazizmu, dobrowolnemu więźniowi Auschwitz, którego raporty miały alarmować świat, ocalać ofiary                 | wnuczka Witolda Pileckiego, Beata Pilecka-Różycka                                                            |
| 21 czerwca 2016                     | Władysław Bartoszewski                | Polska              | świadkowi okrucieństw obu totalitaryzmów, który – stawiając opór kłamstwu i przemocy – był uosobieniem przyzwoitości                                   | syn Władysława Bartoszewskiego – Teofil oraz Adam Rotfeld                                                    |
| 21 czerwca 2016                     | Jan Zieja                             | Polska              | księdzu, który zawsze, także w wojnach, trwał przy przykazaniu »nie zabijaj – nigdy nikogo«, uznanemu za »żywy dowód na istnienie Boga«                | Zbigniew Gluza                                                                                               |
| 5 czerwca 2017                      | Natalja Gorbaniewska                  | /                   | | |
| 5 czerwca 2017                      | Jan Jelinek                           | /                   | | |
| 5 czerwca 2017                      | Roberto Kozak                         | Argentyna           | argentyńskiemu dyplomacie, ratującemu z poświęceniem dziesiąti tysięcy obywateli Chile, represjonowanych przez reżim Pinocheta                         | |
| 18 czerwca 2018                     | Rafał Lemkin                          | Polska              | polskiemu prawnikowi, który – uniknąwszy Zagłady – zdefiniował ludobójstwo i zmobilizował świat do jego zwalczania' prawo przeciwstawił bezprawiu      | kierowniczka Oświęcimskiego Instytutu Praw Człowieka i Międzynarodowego Domu Spotkań Młodzieży Alicja Bartuś |
| 18 czerwca 2018                     | Adalbert Wojciech Zink                | /                   | warmińskiemu księdzu, obywatelowi niemieckiemu, potem polskiemu, człowiekowi niezłomnemu, więźniowi PRL, który łączył ludzi i narody                   | wójt gminy Gietrzwałd Jan Kasprowicz                                                                         |
| 18 czerwca 2018                     | Armin Wegner                          | Niemcy              | niemieckiemu wojskowemu, który jako świadek ludobójstwa Ormian odrzucił milczenie wobec zbrodni Turcji, a po latach – hitlerowskich Niemiec            | syn Misza Wegner                                                                                             |
| 27 czerwca 2019                     | Ewelina Lipko-Lipczyńska              | Polska              | nauczycielka polskiego, która w czasie II wojny światowej ratowała Żydów, a w 1968 roku jawnie sprzeciwiała się antysemickiej nagonce władz PRL        | siostrzenica uhonorowanej Anna Rycombel                                                                      |
| 27 czerwca 2019                     | Arsienij Borisowicz Roginski          | Rosja               | rosyjski historyk i działacz polityczny badający zbrodnie stalinowskie, przewodniczący Stowarzyszenia "Memoriał"                                       | współzałożycielka Stowarzyszenia Memoriał Jelena Zemkova                                                     |
| 27 czerwca 2019                     | Raul Wallenberg                       | Szwecja             | szwedzki dyplomata, który w czasie wojny uratował od eksterminacji kilkadziesiąt tysięcy węgierskich Żydów                                             | ambasador Królestwa Szwecji Stefan Gullgren                                                                  |
| 2020 (odsłonięcie 23 września 2021) | Karol Modzelewski                     | Polska              | intelektualiście, który – poznawszy istotę systemu komunistycznego – stanął, jako opozycjonista i więzień sumienia, w obronie wolności społeczeństwa   | |
| 2020 (odsłonięcie 23 września 2021) | Stanisław Pietrow                     | Rosja               | sowieckiemu oficerowi, którego odwaga w 1983 roku uchroniła świat przed kataklizmem wojny nuklearnej – zaryzykował w imię dobra ludzkości              | |
| 2020 (odsłonięcie 23 września 2021) | Antonina Wyrzykowska                  | Polska              | mieszkańce wsi pod Jedwabnem, ratującej Żydów pod okupacją niemiecką i karanej za to nienawiścią swoich podczas wojny i po niej                        | |
| 2021 (odsłonięcie 23 września 2021) | Hrant Dink                            | Turcja · Armenia    | | |
| 2021 (odsłonięcie 23 września 2021) | Julia Ilisińska                       | Polska              | współorganizatorce pomocy więźniom Auschwitz, która mimo aresztowania, brutalnego śledztwa i zagrożenia życia, nikogo nie wydała                       | |
| 2021 (odsłonięcie 23 września 2021) | Emanuel Ringelblum                    | Polska              | twórcy grupy „Oneg Szabat” i Konspiracyjnego Archiwum Getta Warszawy, które chroniąc świadectwa Zagłady dla przyszłych pokoleń, ocaliło świat          | |
| 2021 (odsłonięcie 23 września 2021) | Liu Xiaobo                            |                     | | |
| 2022 (odsłonięcie 26 września 2022) | Mosze Bejski                          | Polska · Izrael     | | |
| 2022 (odsłonięcie 26 września 2022) | Bronisław Geremek                     | Polska              | | |
| 2022 (odsłonięcie 26 września 2022) | Wilhelm Hosenfeld                     | III Rzesza · Niemcy | | |
| 2022 (odsłonięcie 26 września 2022) | Antonina i Jan Żabińscy               | Polska              | | |
| 2023                                | Siergiej Kowalow                      | /                   | | |
| 2023                                | Gareth Jones                          | Wielka Brytania     | | |
| 2023                                | Alfreda Markowska                     | Polska              | | |
| 2024                                | Jacek Kuroń                           | Polska              | | |
| 2024                                | Vivian Silver                         | Kanada              | | |
| 2024                                | Amer Abu Sabila                       | Izrael              | | |
| 2024                                | Andrzej Szeptycki i Klemens Szeptycki | Ukraina             | | |

### Kandydaci
Co roku upamiętniane będą trzy osoby. Pojęcie Sprawiedliwego użyte po raz pierwszy w Memoriale Jad Waszem z upływem lat nabrało uniwersalnego wymiaru. Tytuł, święto oraz upamiętniające Sprawiedliwych ogrody służą honorowaniu nie tylko Sprawiedliwych uznanych przez Jad Waszem (osób, które w czasie II wojny światowej niosły pomoc Żydom), ale wszystkich, którzy w obliczu totalitaryzmu i ludobójstwa mieli odwagę bronić godności człowieka, pomagać ofiarom, czy występować w obronie prawdy. Definicja ta obejmuje Sprawiedliwych spod wszystkich szerokości geograficznych, którzy swoich czynów dokonali w XX i XXI wieku. Komitet przyjmuje kandydatury jedynie osób nieżyjących.
Kandydaturę do 30 listopada może zgłosić każdy, natomiast zatwierdza je – poprzez głosowanie – Komitet Ogrodu Sprawiedliwych w Warszawie.
W II edycji (2015) zgłoszono 17, a w IV edycji (2017) 19 kandydatur.

### Galeria

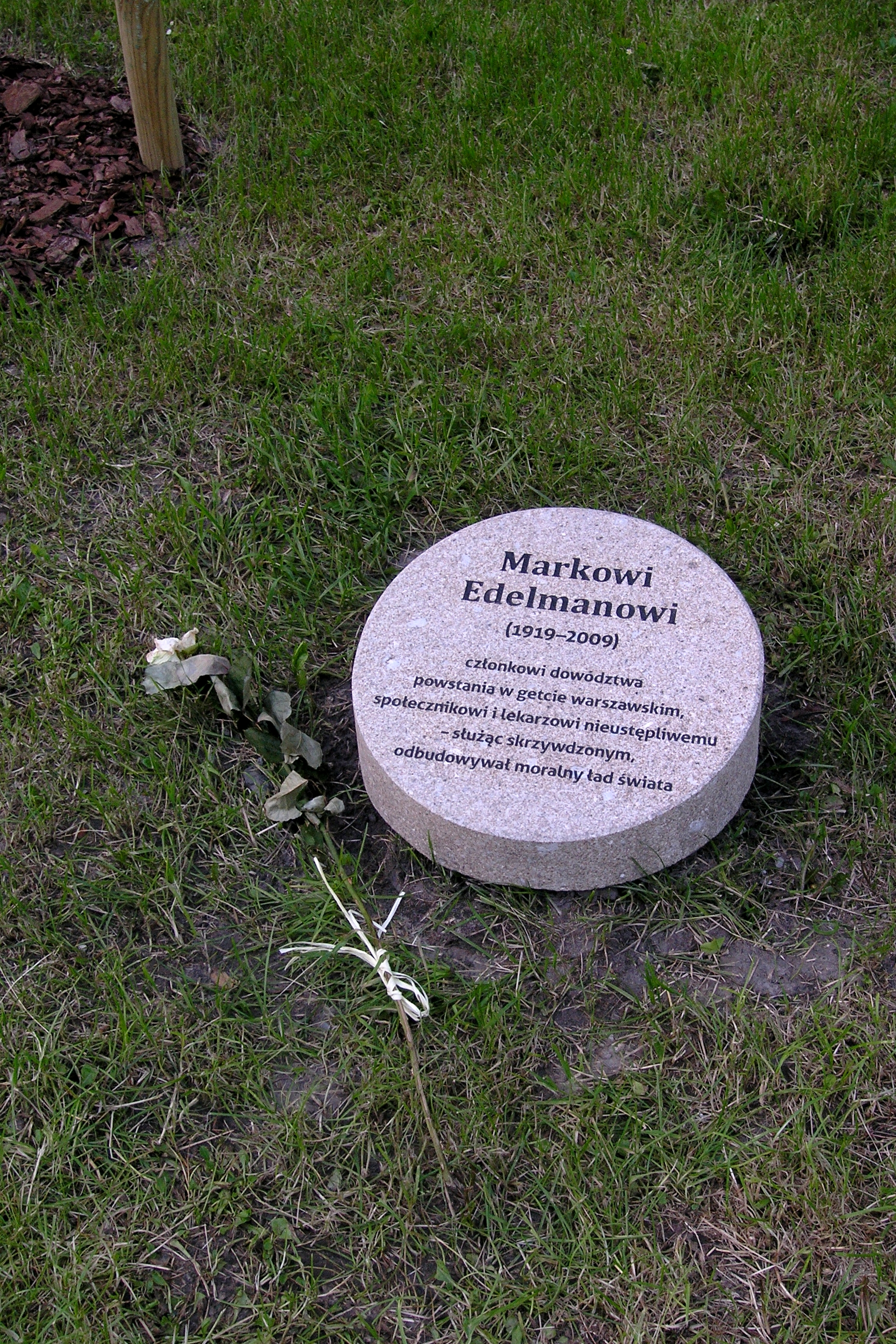
Marek Edelman
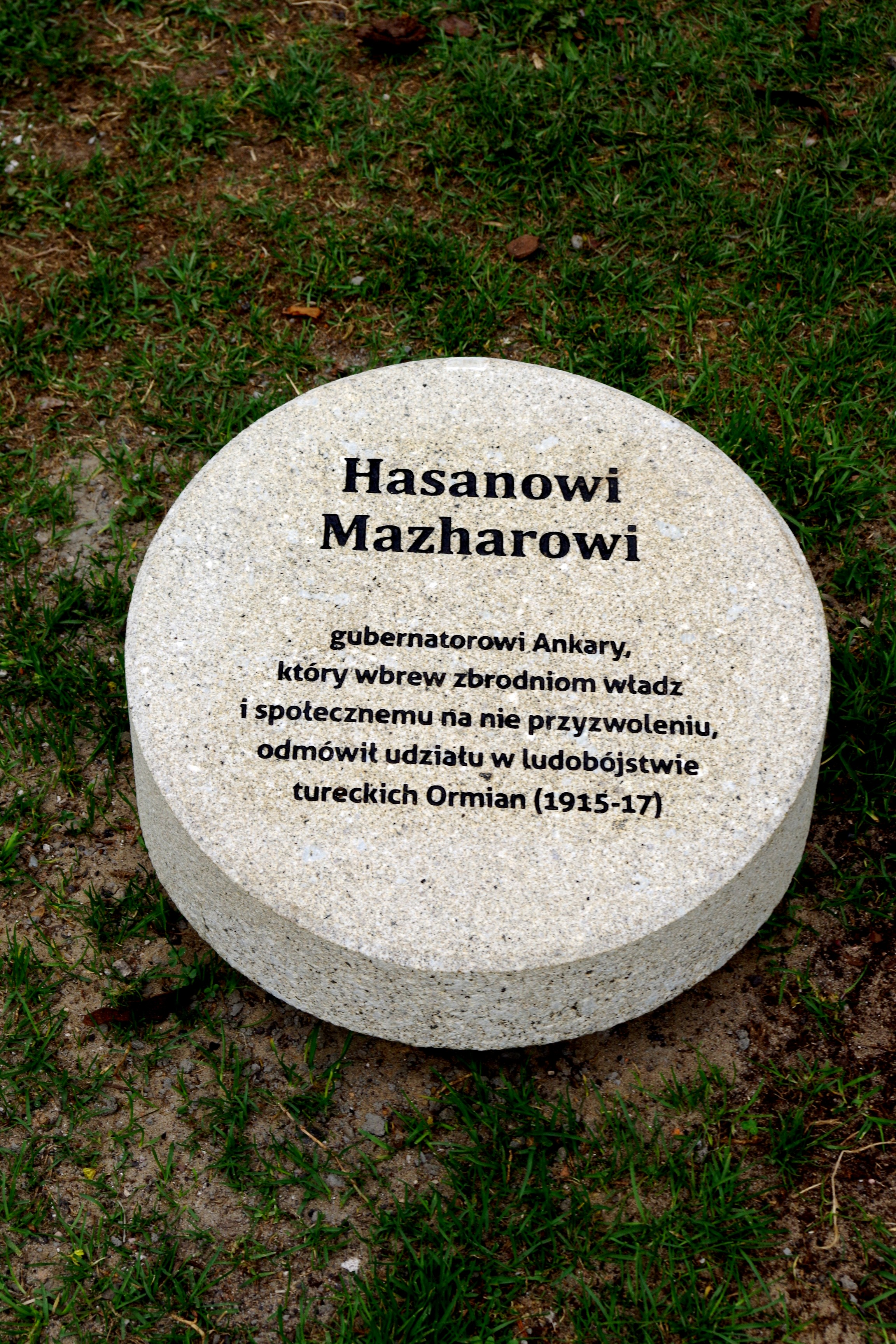
Hasan Mazahar
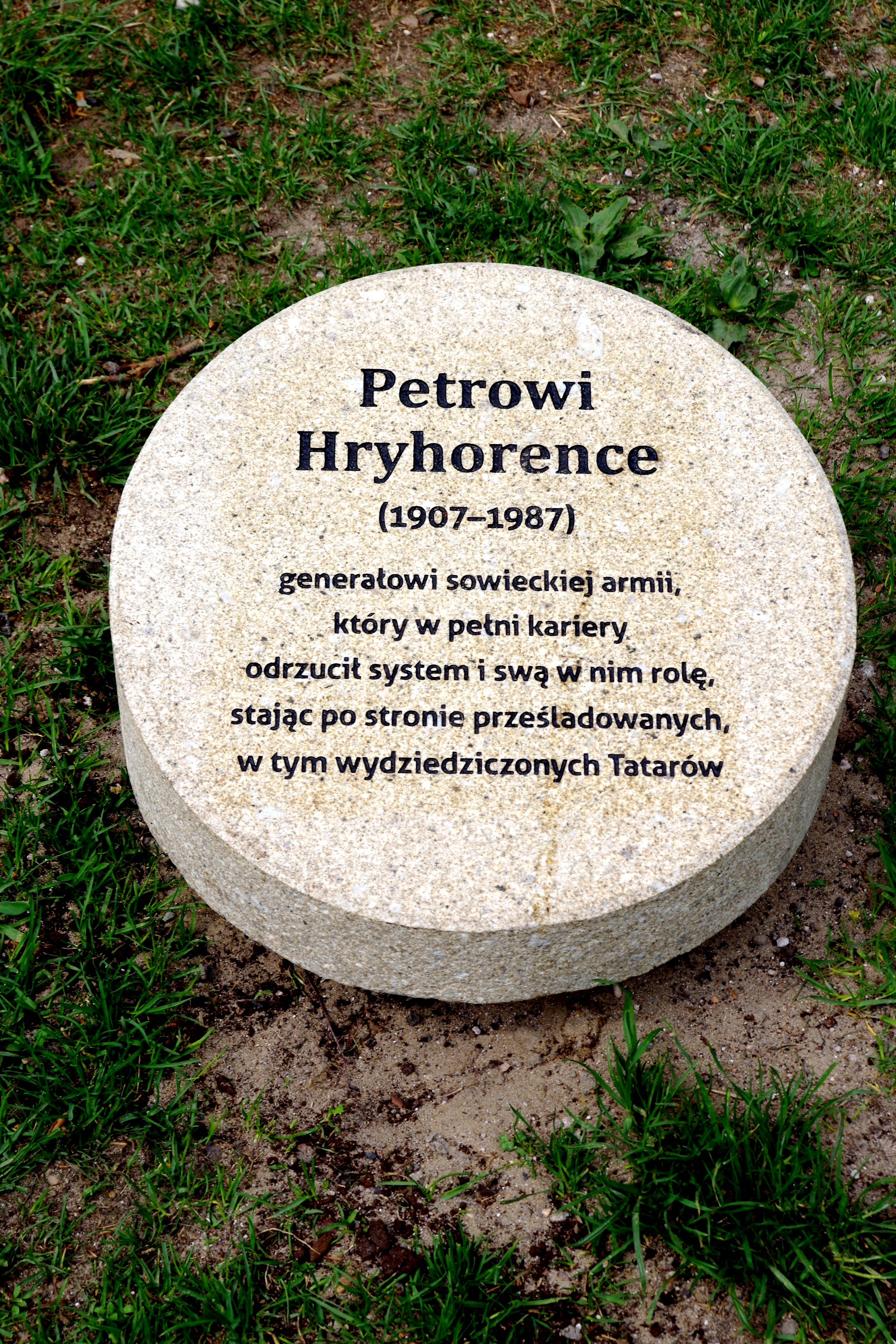
Petro Hryhorenko
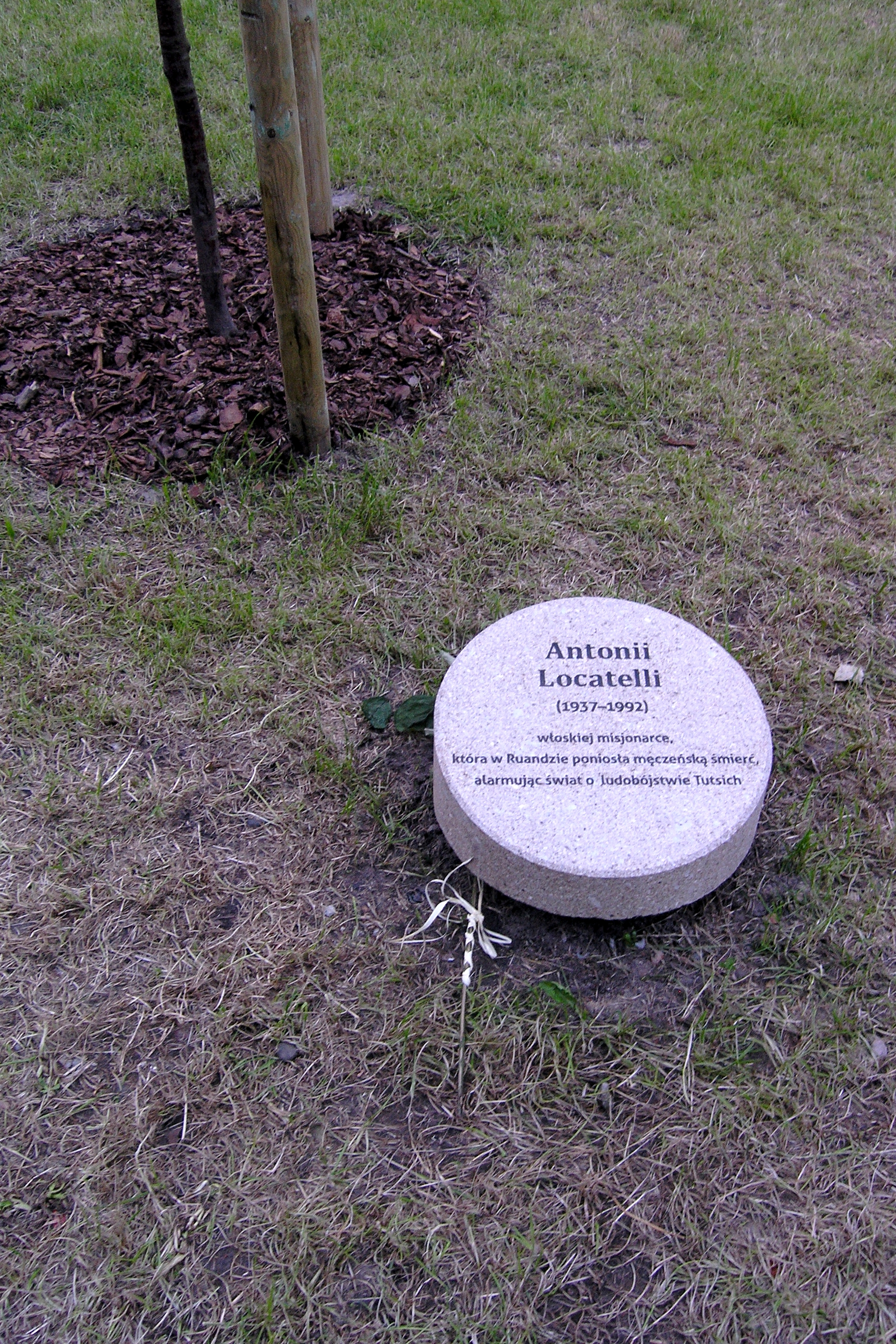
Antonia Locatelli
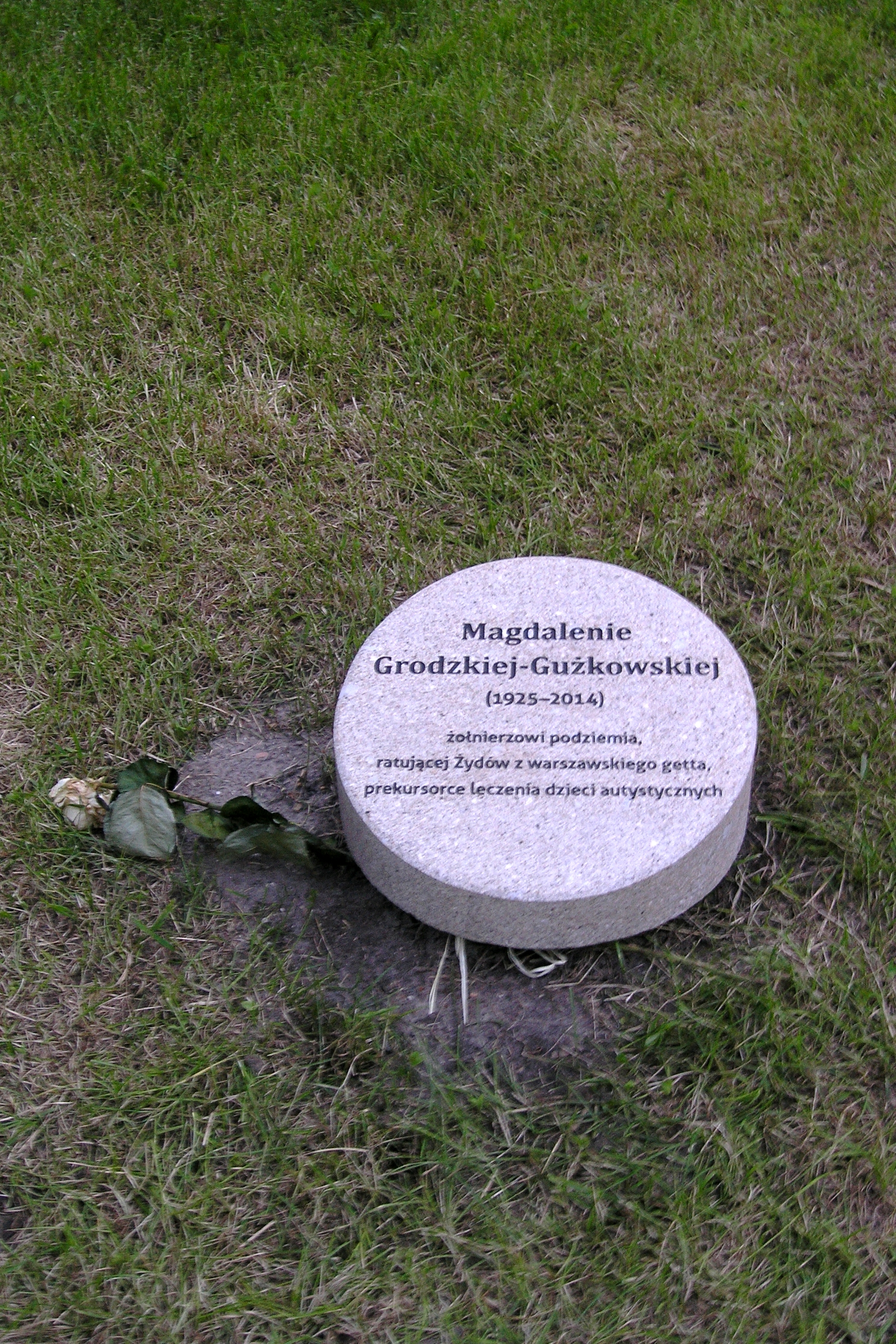
Magdalena Grodzka-Gużkowska
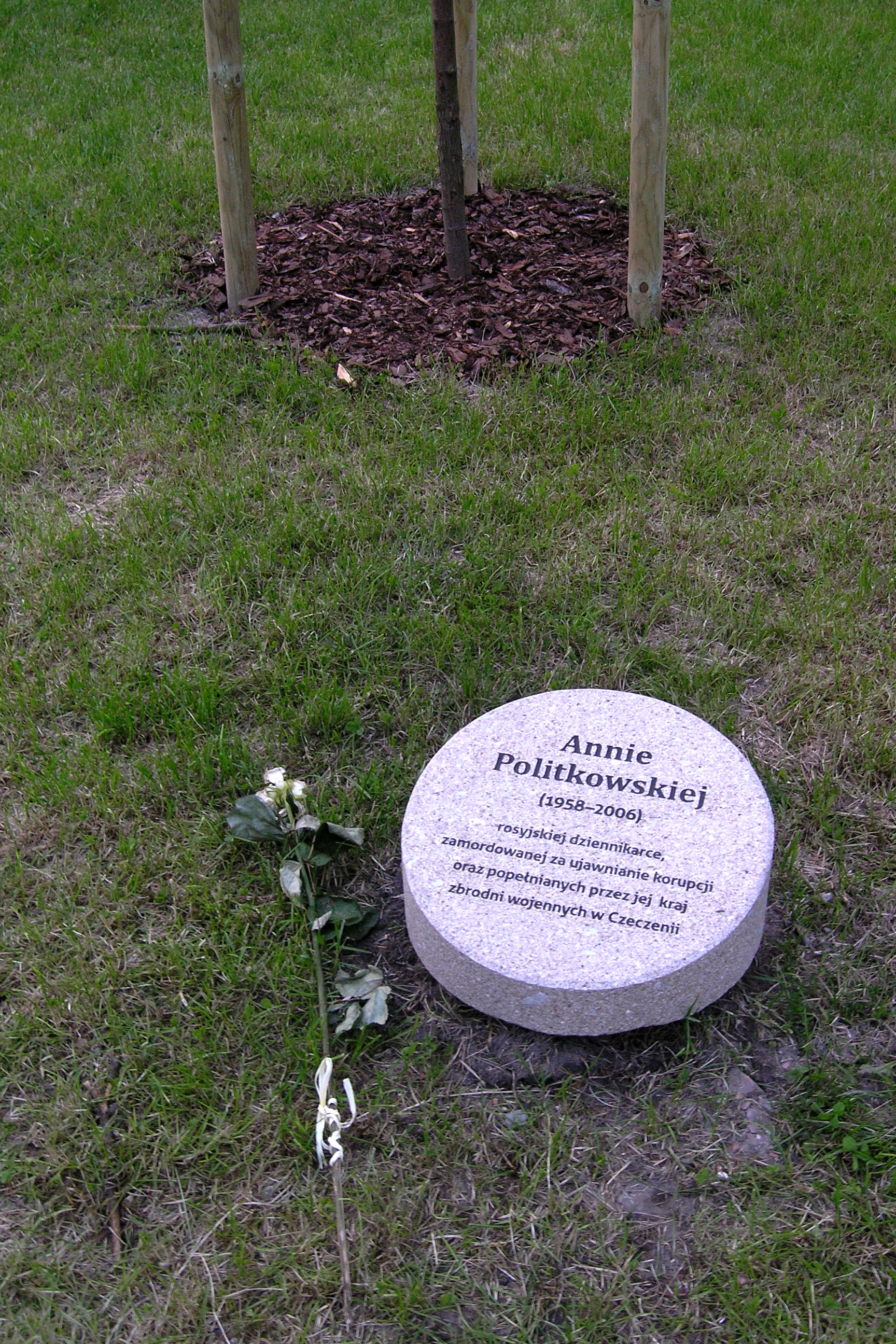
Anna Politkowska
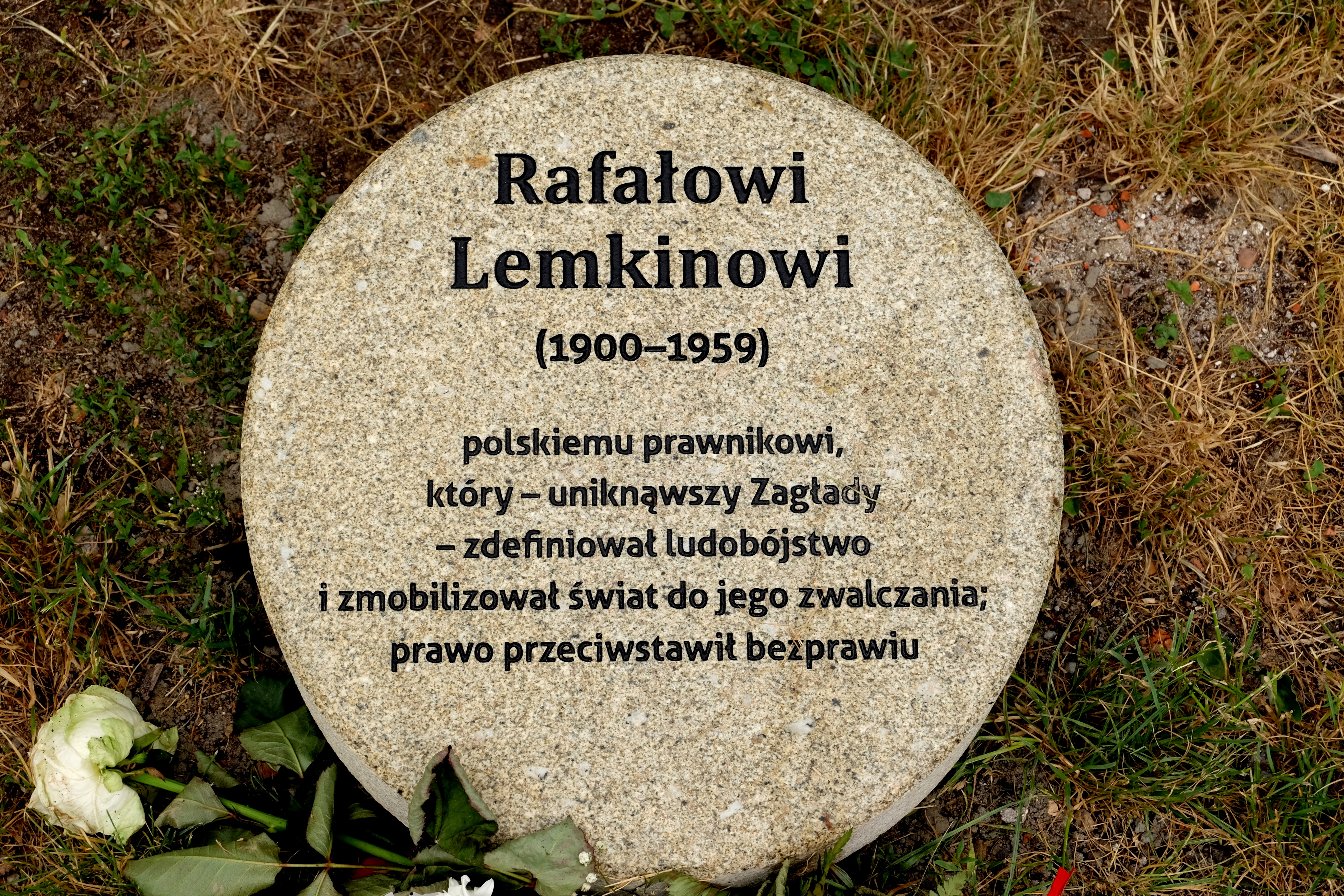
Rafał Lemkin

## Krytyka
Idea Ogrodu krytykowana jest za jego europocentryzm i skupianie się w większości na znanych tragediach, szeroko omawianych medialnie, ze szczególnym naciskiem na zagładę Żydów podczas II wojny światowej. Do roku 2019 przemilczano choćby ludobójstwa w Kambodży, Gwatemali, Burundi, Timorze Wschodnim, Darfurze, Asyryjczyków, Greków Pontyjskich, ISIS i wielu innych pozaeuropejskich. Upamiętnienia skupiają się na działaczach Unii Wolności, pomijając rolę osób związanych z walką z komunizmem przez środowisko związane z Prawem i Sprawiedliwością.